# Норт Шарлерва (Пенсилванија)
Норт Шарлерва (енгл. North Charleroi) град је у америчкој савезној држави Пенсилванија.

## Демографија
По попису из 2010. године број становника је 1.313, што је 96 (-6,8%) становника мање него 2000. године.
| Група             | 2000.         | 2010.         |
| Белци             | 1.361 (96,6%) | 1.251 (95,3%) |
| Афроамериканци    | 25 (1,8%)     | 24 (1,8%)     |
| Азијати           | 0 (0,0%)      | 3 (0,2%)      |
| Хиспаноамериканци | 18 (1,3%)     | 16 (1,2%)     |
| Укупно            | 1.409         | 1.313         |